# لاعب العام من الغارديان
لاعب العام من الغارديان هي جائزة سنوية تصدرها صحيفة الغارديان البريطانية. منذ عام 2016، يتم منحها للاعب كرة القدم بغض النظر عن جنسه «الذي فعل شيئًا رائعًا حقًا، سواء من خلال التغلب على الشدائد أو مساعدة الآخرين أو تقديم مثال رياضي من خلال التصرف بأمانة استثنائية».

## قائمة الفائزون
| العام | اللاعب         | النادي          | م.    |
| ----- | -------------- | --------------- | ----- |
| 2016  | فابيو بيساكاني | كالياري         | [ 1 ] |
| 2017  | خوان ماتا      | مانشستر يونايتد | [ 2 ] |
| 2018  | خديجة شو       | تينيسي فلنتيرز  | [ 3 ] |
| 2019  | ميغان رابينو   | سياتل رين       | [ 4 ] |
| 2020  | ماركوس راشفورد | مانشستر يونايتد | [ 5 ] |

## وصلات خارجية
- الموقع الرسمي